# Joglo

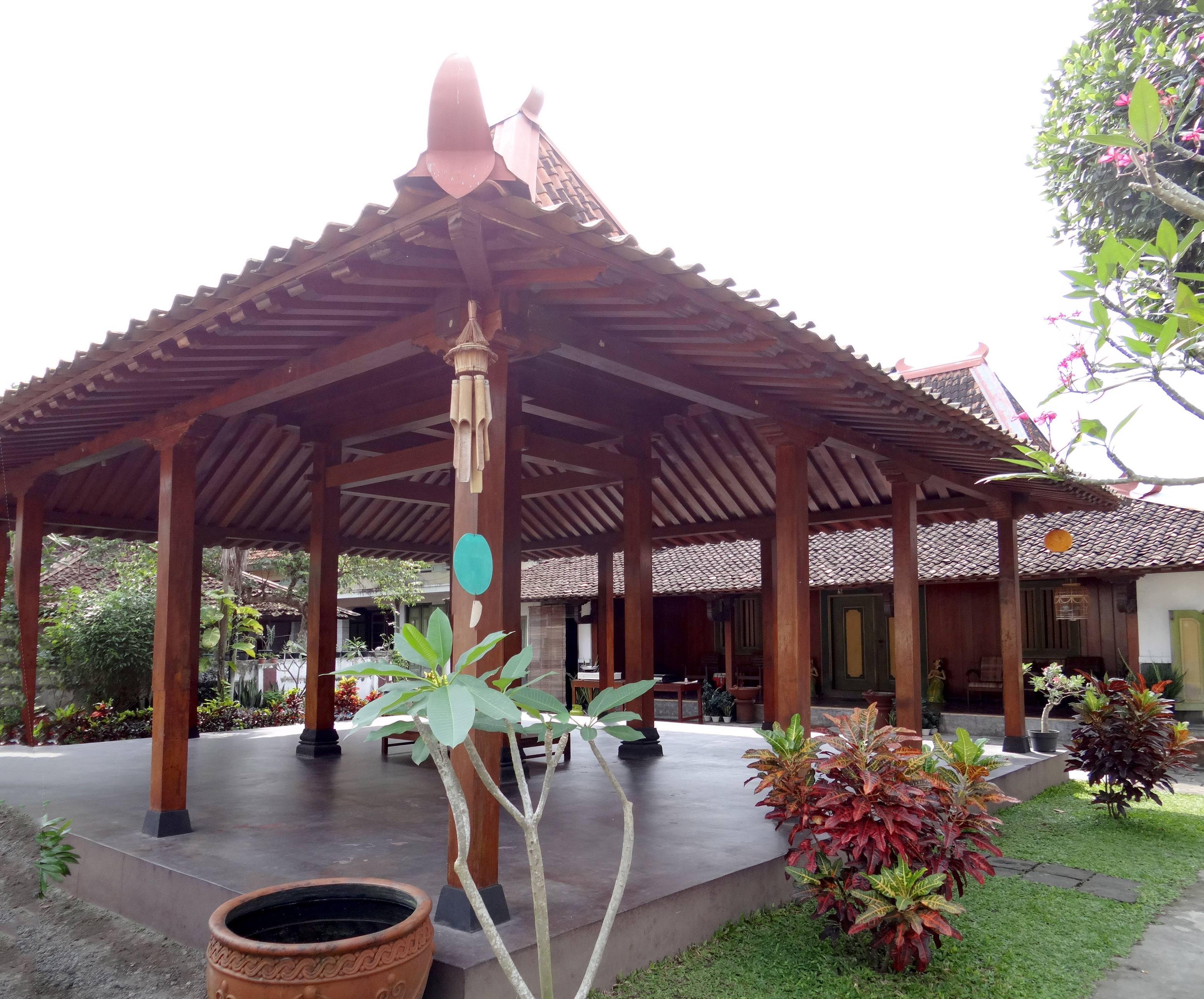
Um design de telhado joglo para o pendopo e a casa ao fundo.

Joglo é um tipo de casa tradicional vernacular do povo javanês (javanese omah). A palavra
joglo refere-se à forma do telhado. Na cultura hierárquica javanesa, o tipo de telhado de uma casa reflete o status social e econômico dos proprietários da casa; casas de telhado joglo são tradicionalmente associadas a aristocratas javaneses.

## Estrutura e arquitetura
As casas básicas do tipo joglo podem ser aumentadas em tamanho adicionando colunas extras e estendendo a área do telhado para fora. Tradicionalmente, o telhado de joglo é usado para a casa própria (omah) ou o pavilhão (pendopo) de famílias nobres. Em uma casa grande composta por uma família nobre javanesa, o telhado joglo cobre a parte central da casa. O espaço no meio da casa, conhecido como o dalem, é considerado o mais sagrado. Este espaço sagrado — especialmente a área abaixo do sari tumpang — é muitas vezes deixado vazio. Nos tempos modernos, a área não tem uso específico, mas tradicionalmente um incenso era queimado uma vez por semana nesta área para homenagear a deusa do arroz. Dewi Sri, ou em Java Central, para homenagear Nyai Roro Kidul. Esta área sagrada é também a área onde a noiva e o noivo estão sentados durante a cerimônia de casamento.

## Statussocial
Em uma sociedade e tradição javanesa estruturada, a casa joglo é tradicionalmente associada à residência de aristocratas javaneses. As casas tipo joglo são reservadas para o palácio javanês, residência oficial, patrimônio do governo e a casa dos nobres (ningrat).

## Tipos de joglo
Existem sete tipos de construção de joglo — Joglo Kepuhan (usado para o peringigitan), Taraju Mas, Lambang Gantung ou Pangrawit (usado para o auditório do palácio real), Joglo Wantah, Joglo Ceblokan, Tawon Boni e Semar Tinandu. Os edifícios de Joglo são divididos em dois estilos, o masculino e o feminino; a diferença entre eles é que a versão masculina é maior em dimensão que a feminina.